# Songgom Jaya
Songgom Jaya is een bestuurslaag in het regentschap Serang van de provincie Banten, Indonesië. Songgom Jaya telt 4053 inwoners (volkstelling 2010).